# Seznam sungských císařů

Tchaj-cu, první sungský císař

Sungští císaři stáli v čele říše Sung, čínského státu existujícího v letech 960–1279. Zakladatelem říše Sung a prvním císařem sungské dynastie byl Čao Kchuang-jin (císař Tchaj-cu), předtím vojevůdce říše Pozdní Čou. Čao Kchuang-jin sjednotil Čínu pod svou vládou a stabilizoval poměry. Jeho nástupci vládli celé Číně do roku 1127, kdy se pod tlakem džürčenské říše Ťin museli vzdát severu země a stáhnout se na jih za řeku Jang-c'-ťiang. Proto je vláda sungské dynastie tradičně dělena na období Severní Sung (do 1127) a Jižní Sung (1127–1279).
Sungští císaři sídlili v období Severní Sung v Pien-ťingu (dnešní Kchaj-feng), později v Lin-anu (dnešní Chang-čou).
Císař byl v čínských státech, včetně sungské říše, dědičným nejvyšším vládcem a hlavou státu. Růst vlivu džentry a konfuciánsky vzdělaných úředníků, v sungské době často vybíraných na základě výsledků úřednických zkoušek, přinesl omezenější roli císaře při formulování státní politiky, třebaže ve všech státních záležitostech měl nadále poslední slovo.

## Seznam císařů
Podle čínské tradice císař po smrti obdržel čestné posmrtné jméno. Posmrtná jména sungských císařů byla dlouhá – obvykle osmnáctiznaková, např. Čchi-jün li-ťi jing-wu žuej-wen šen-te šeng-kung č'-ming ta-siao chuang-ti (啟運立極英武睿文神德聖功至明大孝皇帝) zakladatele sungské dynastie, císaře Tchaj-cu – a k identifikaci císařů se nepoužívají, nejsou proto v seznamu uvedena. Dalším jménem udělovaným posmrtně bylo chrámové jméno, určené k použití při obřadech v chrámu předků dynastie. Obě jména vyjadřovala charakter vlády a císaře, například zakladatelé dynastií dostávali chrámové jméno Tchaj-cu (太祖, Velký předek).
Éra vlády je název kratšího či delšího období vlády, shrnující základní směr státní politiky. Sungští císaři vyhlašovali po dobu své vlády jednu, či více ér.
| Jméno                          | Jméno | Portrét                        | Narození Úmrtí                 | Vláda                          | Éra vlády |
| chrámové                       | příjmení a osobní jméno                                                                                      | Portrét                        | Narození Úmrtí                 | Vláda                          | Éra vlády |
| Dynastie Severní Sung 960–1127 | Dynastie Severní Sung 960–1127                                                                               | Dynastie Severní Sung 960–1127 | Dynastie Severní Sung 960–1127 | Dynastie Severní Sung 960–1127 | Dynastie Severní Sung 960–1127 |
| ------------------------------ | --- | ------------------------------ | ------------------------------ | ------------------------------ | --- |
| Tchaj-cu 太祖                  | Čao Kchuang-jin 趙匡胤                                                                                       | Portrét císaře Tchaj-cu        | 927–976                        | 960–976                        | Ťien-lung (建隆, 960–963) Čchien-te (乾德, 963–968) Kchaj-pao (開寶, 968–976) |
| Tchaj-cung 太宗                | Čao Kchuang-i, 趙匡義, od 960 Čao Kuang-i 趙光義, od 977 Čao Ťiung, 趙炅                                     | Portrét císaře Tchaj-cunga     | 939–997                        | 976–997                        | Tchaj-pching-sing-kuo (太平興國, 976–984) Jung-si (雍熙, 984–987) Tuan-kung (端拱, 988–989) Čchun-chua (淳化, 990–994) Č'-tao (至道, 995–997) |
| Čen-cung 真宗                  | Čao Tche-čchang, 趙德昌, od 983 Čao Jüan-siou, 趙元休, od 986 Čao Jüan-kchan, 趙元侃, od 995 Čao Cheng, 趙恆 | Portrét císaře Čen-cunga       | 968–1022                       | 997–1022                       | Sien-pching (咸平, 998–1003) Ťing-te (景德, 1004–1007) Ta-čung-siang-fu (大中祥符, 1008–1016) Tchien-si (天禧, 1017–1021) Čchien-sing (乾興, 1022) |
| Žen-cung 仁宗                  | Čao Šou-i, 趙受益, od 1018 Čao Čen, 趙禎                                                                     | Portrét císaře Žen-cunga       | 1010–1063                      | 1022–1063                      | Tchien-šeng (天聖, 1023–1032) Ming-tao (明道, 1032–1033) Ťing-jou (景祐, 1034–1038) Pao-jüan (寶元, 1038–1040) Kchang-ting (康定, 1040–1041) Čching-li (慶曆, 1041–1048) Chuang-jou (皇祐, 1049–1054) Č'-che (至和, 1054–1056) Ťia-jou (嘉祐, 1056–1063) |
| Jing-cung 英宗                 | Čao Cung-š’, 趙宗實, od 1062 Čao Šu, 趙曙                                                                    | Portrét císaře Jing-cunga      | 1032–1067                      | 1063–1067                      | Č'-pching (治平, 1064–1067) |
| Šen-cung 神宗                  | Čao Čung-čen, 趙仲鍼, od 1063 Čao Sü, 趙頊                                                                   | Portrét císaře Šen-cunga       | 1048–1085                      | 1067–1085                      | Si-ning (熙寧, 1068–1077) Jüan-feng (元豐, 1078–1085) |
| Če-cung 哲宗                   | Čao Jung, 趙傭, od 1085 Čao Sü, 趙煦                                                                         | Portrét císaře Če-cunga        | 1076–1100                      | 1085–1100                      | Jüan-jou (元祐, 1086–1094) Šao-šeng (紹聖, 1094–1098) Jüan-fu (元符, 1098–1100) |
| Chuej-cung 徽宗                | Čao Ťi 趙佶                                                                                                  | Portrét císaře Chuej-cunga     | 1082–1135                      | 1100–1126                      | Ťien-čung-ťing-kuo (建中靖國, 1101) Čchung-ning (崇寧, 1102–1106) Ta-kuan (大觀, 1107–1110) Čeng-che (政和, 1111–1118) Čchung-che (重和, 1118–1119) Süan-che (宣和, 1119–1125)                                                                           |
| Čchin-cung 欽宗                | Čao Chuan 趙桓                                                                                               | Portrét císaře Čchin-cunga     | 1100–1161                      | 1126–1127                      | Ťing-kchang (靖康, 1125–1127) |
| Dynastie Jižní Sung, 1127–1279 | |                                |                                |                                | |
| Kao-cung 高宗                  | Čao Kou 趙構                                                                                                 | Portrét císaře Kao-cunga       | 1107–1187                      | 1127–1162                      | Ťing-jen (靖炎, 1127–1130) Šao-sing (紹興, 1131–1162) |
| Siao-cung 孝宗                 | Čao Šen 趙昚                                                                                                 | Portrét císaře Siao-cunga      | 1127–1194                      | 1162–1189                      | Lung-sing (隆興, 1163–1164) Čchien-tao (乾道, 1165–1173) Čchun-si (淳熙, 1174–1189) |
| Kuang-cung 光宗                | Čao Tun 趙惇                                                                                                 | Portrét císaře Kuang-cunga     | 1147–1200                      | 1189–1194                      | Šao-si (紹熙, 1190–1194) |
| Ning-cung 寧宗                 | Čao Kchuo 趙擴                                                                                               | Portrét císaře Ning-cunga      | 1168–1224                      | 1194–1224                      | Čching-jüan (慶元, 1195–1200) Ťia-tchaj (嘉泰, 1201–1204) Kchaj-si (開禧, 1205–1207) Ťia-ting (嘉定, 1208–1224) |
| Li-cung 理宗                   | Čao Jün 趙昀                                                                                                 | Portrét císaře Li-cunga        | 1205–1264                      | 1224–1264                      | Pao-čching (寶慶, 1225–1227) Šao-ting (紹定, 1228–1233) Tuan-pching (端平, 1234–1236) Ťia-si (嘉熙, 1237–1240) Čchun-jou (淳祐, 1241–1252) Pao-jou (寶祐, 1253–1258) Kchaj-čching (開慶, 1259) Ťing-ting (景定, 1260–1264)                               |
| Tu-cung 度宗                   | Čao Čchi 趙祺                                                                                                | Portrét císaře Tu-cunga        | 1240–1274                      | 1264–1274                      | Sien-čchun (咸淳, 1265–1274) |
| Kung-cung 恭宗                 | Čao Sien 趙顯                                                                                                |                                | 1271–1323                      | 1274–1276                      | Te-jou (德祐, 1275–1276) |
| Tuan-cung 端宗                 | Čao Š' 趙是                                                                                                  |                                | 1268–1278                      | 1276–1278                      | Ťing-jen (景炎, 1276–1278) |
| Chuaj-cung 怀宗                | Čao Ping 趙昺                                                                                                | Portrét císaře Chuaj-cunga     | 1271–1279                      | 1278–1279                      | Siang-sing (祥興, 1278–1279) |